# Zhuozi Shan
Zhuozi Shan (kinesiska: 桌子山) är ett berg i Kina. Det ligger i den autonoma regionen Inre Mongoliet, i den norra delen av landet, omkring 420 kilometer väster om regionhuvudstaden Hohhot. Toppen på Zhuozi Shan är 1 877 meter över havet.
Runt Zhuozi Shan är det mycket glesbefolkat, med 4 invånare per kvadratkilometer. Närmaste större samhälle är Qabqir, 14,4 km väster om Zhuozi Shan. Trakten runt Zhuozi Shan består i huvudsak av gräsmarker.
Genomsnittlig årsnederbörd är 288 millimeter. Den regnigaste månaden är juli, med i genomsnitt 61 mm nederbörd, och den torraste är januari, med 1 mm nederbörd.